# Ancho de vía
El ancho de vía (también conocido como trocha en Argentina, Bolivia, Chile, Paraguay y Uruguay —en este último país también recibe el nombre de escantillón—) es la distancia entre las caras internas de los rieles, medida 14 mm por debajo del plano de rodadura en alineación recta.
Desde la década de 1830, cuando el éxito de Stephenson con el desarrollo de las primeras locomotoras de vapor modernas fomentó la difusión en Gran Bretaña del ancho de vía adecuado para sus máquinas (1435 mm (4' 81/2")), diversas vicisitudes históricas llevaron a este ancho a convertirse en el más utilizado en el mundo, pasando a ser conocido como «ancho internacional» o «ancho estándar». Sin embargo, otra serie de circunstancias potenciaron por distintos motivos (principalmente económicos, técnicos o prácticos) la existencia de una enorme diversidad de anchos de vía, ideados para satisfacer las más variadas necesidades de transporte. 
Por convención, el ancho de vía internacional (1435 mm (4' 81/2")) sirve para distinguir las vías anchas (las que tienen un ancho mayor que la vía estándar) de las vías estrechas (las que tienen un ancho menor). Esto no es siempre así, y en algunos países donde no se utiliza el ancho estándar (o no es el oficial), normalmente se considera vía estrecha toda aquella vía con menor separación entre carriles que la propia del país.
A comienzos del siglo XXI había del orden de 1,3 millones de kilómetros de vías en todo el mundo; de las que 720.000 km (55 %) eran de ancho estándar, unos 385.000 km (30 %) eran de vía ancha; y unos 207.000 km (15 %) eran de vía estrecha.

## Historia

### Primeros anchos de vía

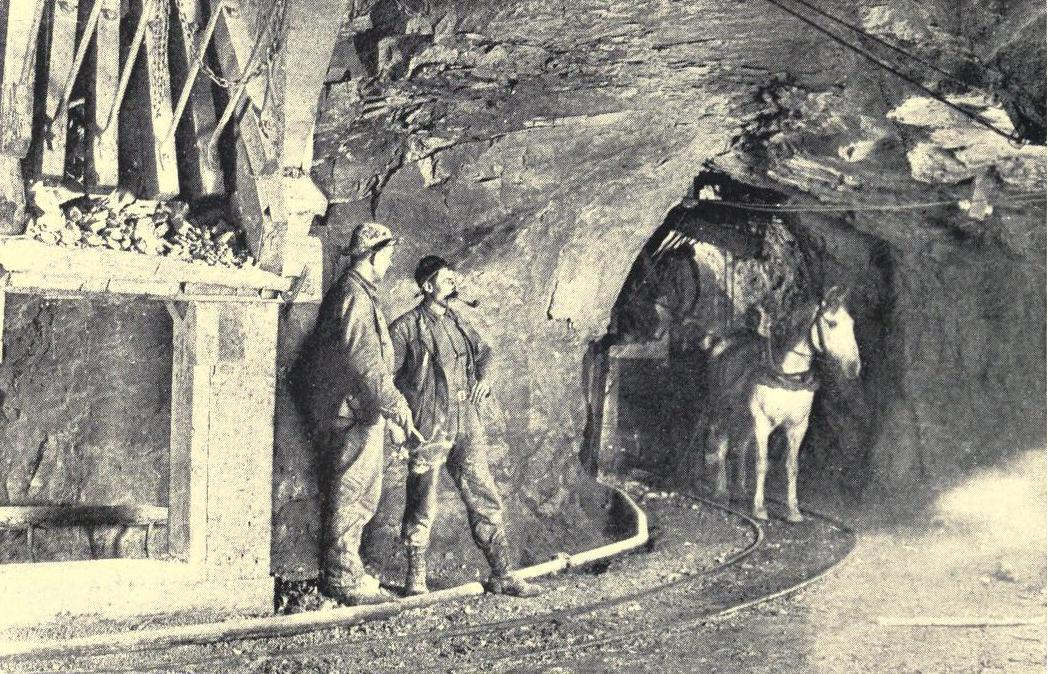
Ferrocarril minero en Alaska.

Por convenio, se define como ancho de vía o trocha la distancia entre las caras internas (o activas) de los dos carriles que configuran la vía, medida a 14 mm por debajo de la superficie (o plano) de rodadura del carril.

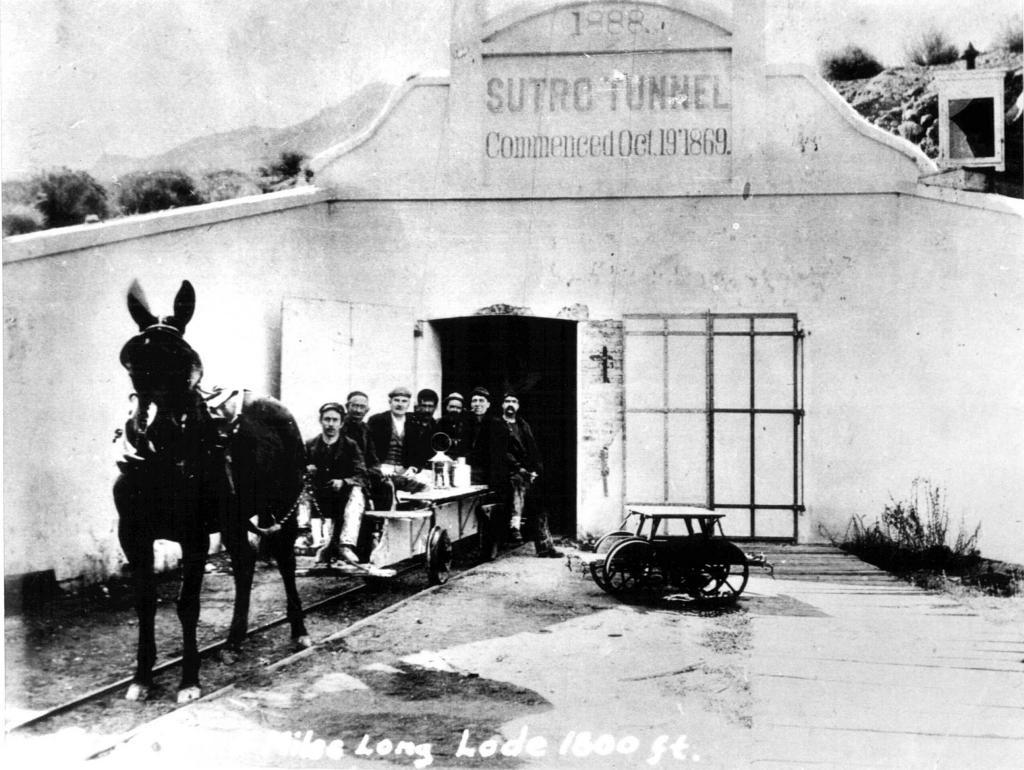
Tren minero de tracción animal en el Túnel Sutro (minas de plata de la Veta Comstock, Nevada).

La primera forma de ferrocarril consistía en vagonetas de madera que se arrastraban individualmente sobre carriles de madera, casi siempre dentro o desde una mina o cantera. Inicialmente, los vagones eran remolcados por la fuerza humana o por animales de tiro; sustituidos posteriormente por medios mecánicos. Los rieles de madera se desgastaban muy rápidamente, por lo que ya desde muy pronto se reforzaron con placas planas de hierro fundido para reducir el desgaste. En algunas zonas, las placas de hierro tenían forma de L, con la parte vertical de la L guiando las ruedas; configurando una «plataforma». Posteriormente, el elemento de guía pasó de la vía a las ruedas, y las ruedas con pestañas finalmente se hicieron universales, obligando a que el espacio entre los rieles tuviera que ser compatible con la separación de las ruedas de los vagones.
A medida que se mejoraba el sistema de rodadura de los vagones, equipos de caballos eran capaces de arrastrar cadenas cortas de vagones conectados entre sí, y las vías podían extenderse desde la vecindad inmediata de la mina o de la cantera generalmente hasta una vía navegable. Los vagones se construyeron con unas medidas preestablecidas y la vía se configuraba para satisfacer las necesidades de los caballos y de los vagones, por lo que el ancho de vía se convirtió en un factor crítico. En la vía férrea de Penydarren, construida en el sur de Gales en 1802, una zona apisonada intermedia de 4 pies 4 plg (1321 mm) separaba el exterior de los soportes de los carriles.

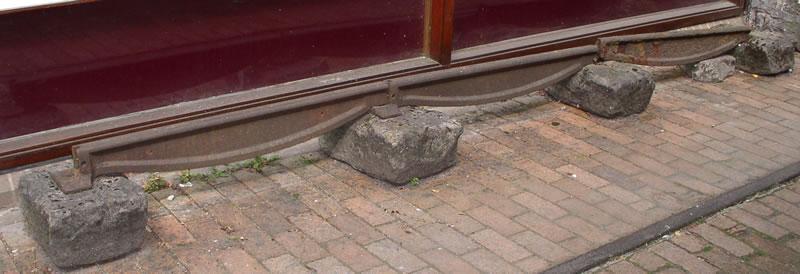
Rieles de hierro fundido con forma de vientre de pez del ferrocarril de Cromford y High Peak.

El tranvía de Penydarren probablemente realizó el primer recorrido con una locomotora en 1804. Se consideró un éxito de la locomotora, pero no así para la vía, que no era lo suficientemente fuerte como para soportar su peso. Se dio un paso hacia adelante considerable cuando se emplearon por primera vez rieles de hierro fundido, con el eje principal de su sección dispuesto verticalmente, ofreciendo un perfil mucho más fuerte para resistir las fuerzas de flexión. La situación mejoró aún más cuando se introdujeron los carriles de vientre de pez.
Este sistema requería un ajuste preciso entre el espacio de separación de los carriles y la configuración de los juegos de ruedas, lo que reforzó la importancia del ancho de vía. Los ferrocarriles todavía se veían como asuntos locales, y no se pensaba en una conexión futura con otras líneas, por lo que la elección del ancho de vía seguía siendo una decisión pragmática basada en los requisitos y criterios locales, y probablemente determinada por los diseños de vehículos (de carretera) existentes en cada zona.
Por lo tanto, el Ferrocarril de Monkland y Kirkintilloch (1826), localizado en el oeste de Escocia, usó un ancho de 4 pies 6 plg (1372 mm); el Ferrocarril de Dundee y Newtyle (1831) en el noreste de Escocia adoptó un ancho  de 4 pies 6,5 plg (1384 mm); y el Ferrocarril de Redruth y Chasewater (1825) en Cornualles eligió un ancho de 4 pies (1219 mm).
Por su parte, el Ferrocarril de Arbroath y Forfar se abrió en 1838 con un ancho de vía de 5 pies 6 plg (1676 mm), y el Ferrocarril del Úlster de 1839 usó una medida de 6 pies 2 plg (1880 mm).

### Surgimiento del ancho estándar

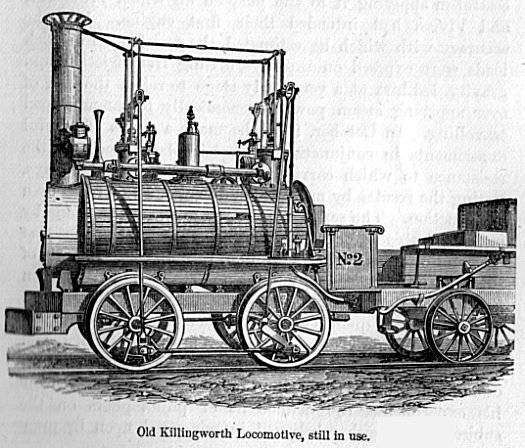
Una de las primeras locomotoras de Stephenson.

En el siglo XIX, en el mundo en general y concretamente en las minas de carbón de Inglaterra, la separación habitual entre las ruedas de las vagonetas oscilaba entre 1,40 y 1,50 m, una anchura adecuada para que los caballos que arrastraban las vagonetas pudieran caminar sin problemas entre los raíles. Fue en estas minas donde posteriormente Richard Trevithick introdujo la fuerza del vapor, inventando el ferrocarril.
Las primeras locomotoras, que datan de comienzos del siglo XIX, tenían configuraciones muy diversas, pero George Stephenson desarrolló una locomotora práctica para la vía férrea de las minas de Killingworth, donde trabajaba como ingeniero. Sus diseños tuvieron tanto éxito, que se convirtieron en los más utilizados, y cuando el Ferrocarril de Stockton y Darlington se abrió en 1825, utilizó sus locomotoras, con el mismo ancho que la línea de Killingworth, que lo tenía de 4 pies 8 plg (1422 mm). Posiblemente, si hubiera diseñado la línea cuando trabajaba en la mina de Wylam, seguramente su ancho hubiese sido de 5 pies (1524 mm).
La línea de Stockton y Darlington tuvo un éxito inmenso, y cuando se construyó el Ferrocarril de Liverpool y Mánchester, también proyectado por Stephenson, que se convertiría en la primera línea interurbana del mundo (abierta en 1830), se utilizó el mismo ancho. De hecho, cuando se celebraron las pruebas de Rainhill en 1829 para seleccionar la locomotora que iba a utilizarse en la línea (The Rocket de Stephenson sería la máquina ganadora), la vía ya contaba con este ancho. También tuvo un gran éxito, y la medida posteriormente sería ajustada a 4 pies 8,5 plg (1435 mm) para mejorar la circulación en las curvas cerradas.
Fue de esta manera como se fijó la dimensión del ancho que posteriormente se convertiría en el estándar internacional: sumando media pulgada al ancho empleado en unas vagonetas mineras que, a su vez, había sido fijado dentro de los patrones habituales de la época (entre 1,4 y 1,5 m), en los que el tamaño de las ancas de los caballos había tenido una notable influencia.

### Diferencias de ancho en Gran Bretaña

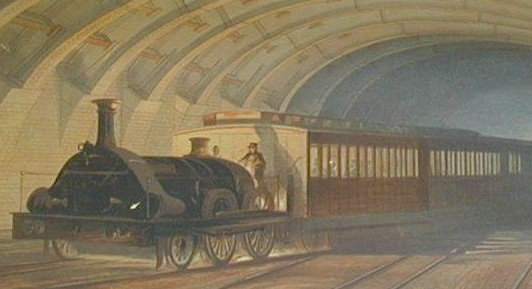
El ferrocarril de gran ancho de Brunel dirigiéndose hacia el interior de Londres.

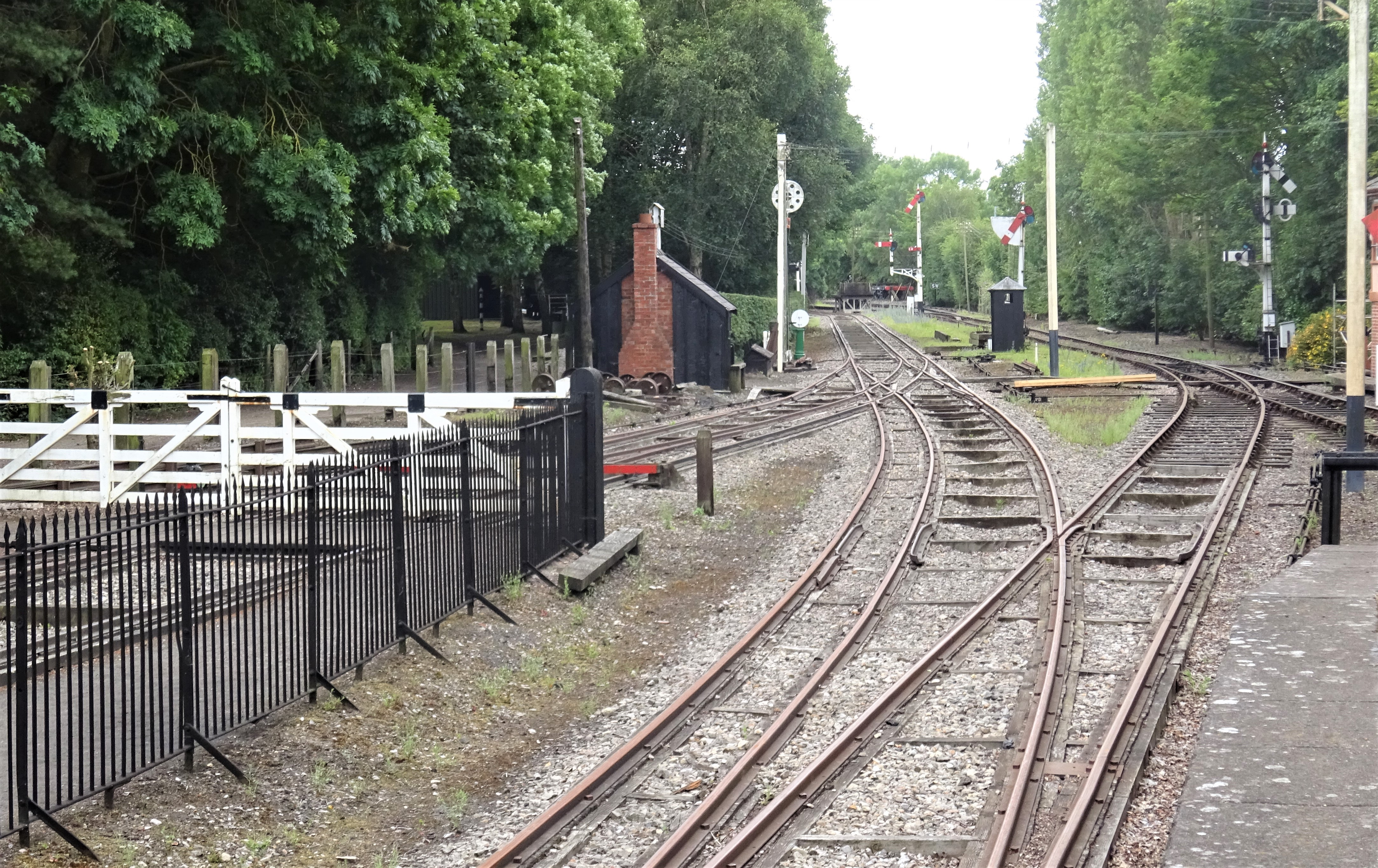
Durante unas décadas, algunas líneas de gran ancho del Great Western Railway se convirtieron en vías mixtas para ancho estándar (Centro del Ferrocarril Didcot de Oxfordshire).

El Liverpool-Mánchester fue seguido rápidamente por otros ferrocarriles troncales, con el Ferrocarril Grand Junction y el Ferrocarril de Londres y Birmingham, acumulando una longitud cada vez mayor de vías de ancho internacional. Cuando los promotores de Brístol planearon una línea ferroviaria desde Londres, contrataron al innovador ingeniero Isambard Kingdom Brunel, quien decidió utilizar una vía más ancha para dar una mayor estabilidad al material rodante a velocidades superiores. En consecuencia, la nueva línea, el Ferrocarril Great Western, adoptó un ancho de 7 pies (2134 mm), que luego se ajustó a 7 pies 1/4 plg (2140 mm). Esta línea pasó a ser conocida como un ferrocarril de vía ancha. El Great Western (GWR) también tuvo un gran éxito, y logró expandir su red bien directamente, o a través de empresas asociadas, ampliando el alcance de las vías anchas a buena parte de Inglaterra y Gales.
Al mismo tiempo, en otras partes de Gran Bretaña se estaban construyendo ferrocarriles de ancho estándar, y la tecnología británica se exportó a países europeos y hacia algunos lugares de América del Norte, también usando el ancho estándar. Gran Bretaña se polarizó en dos zonas: la que usaba las vías anchas ideadas por Isambard Kingdom Brunel y la que usaba las vías de ancho estándar. En este contexto, las líneas de ancho estándar eran conocidas como «vías estrechas» para indicar el contraste con las «vías anchas». Algunas líneas locales más cortas seleccionaron otros anchos no estándar: por ejemplo, el Ferrocarril de los Condados del Este adoptó un ancho de 5 pies (1524 mm). La mayoría de ellos se convirtieron muy pronto al ancho estándar, pero las vías anchas del Great Western continuaban extendiéndose.
Las compañías ferroviarias más grandes deseaban expandirse geográficamente, y en la práctica se consideraba que amplias zonas de Gran Bretaña estaban bajo su control. Cuando se proponía una nueva línea independiente para enlazar un área previamente desconectada, el ancho de vía fue un factor crucial para determinar el criterio que adoptaría la línea: si era de vía ancha, debería adoptar una política amigable con el Ferrocarril Great Western; y si era de vía estrecha (estándar), debería mostrarse favorable a las otras compañías. La batalla para persuadir o coaccionar esa elección se hizo muy intensa, y se la denominó la Guerra de los anchos.
A medida que el transporte de pasajeros y carga entre las dos áreas se hizo cada vez más importante, la dificultad de pasar de un ancho a otro, el salto de ancho, se convirtió en un grave problema con fuertes repercusiones económicas. En 1845, se creó una Comisión Real sobre Anchos Ferroviarios para analizar el creciente problema, lo que condujo a la Ley Reguladora del Ancho Ferroviario de 1846, que prohibió la construcción de nuevas líneas de vía ancha que no fueran ramales de la red de vía ancha existente. Finalmente, la red de vía ancha se modificó al ancho estándar, un proceso progresivo de conversión de ancho que se completó en 1892. La misma ley ordenó el uso del ancho de 5 pies 3 plg (1600 mm) en Irlanda.

### Selección de ancho en otros países

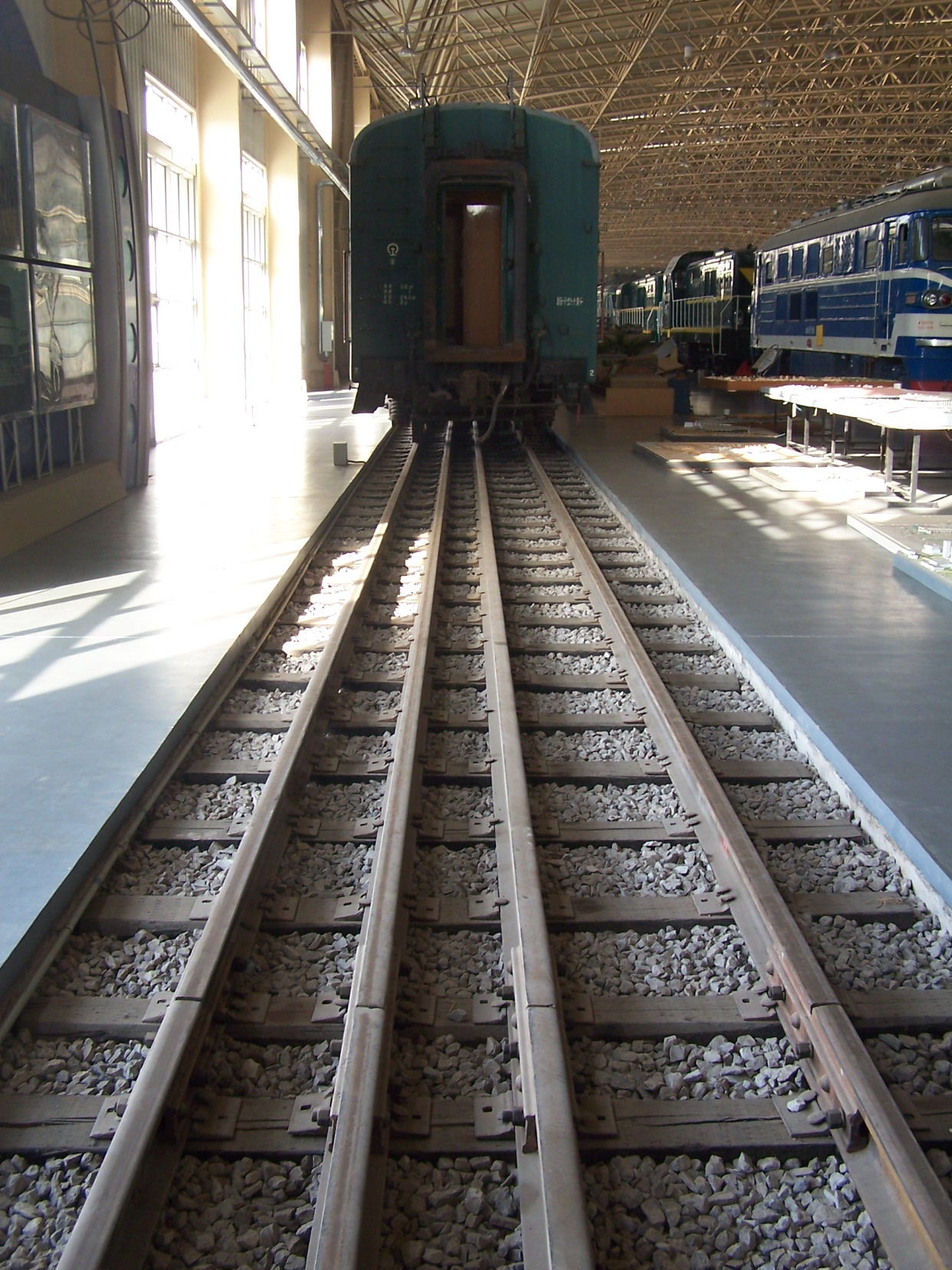
Diferentes anchos de izquierda a derecha:,, y, (Museo Chino del Ferrocarril, Pekín).

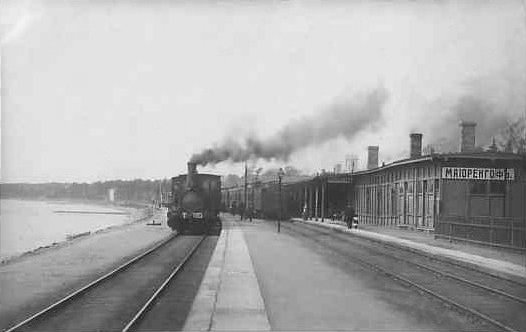
Ancho ruso: Estación de tren de Majorenhof (hoy: Majori) en Jurmala, Letonia. Comienzos del.

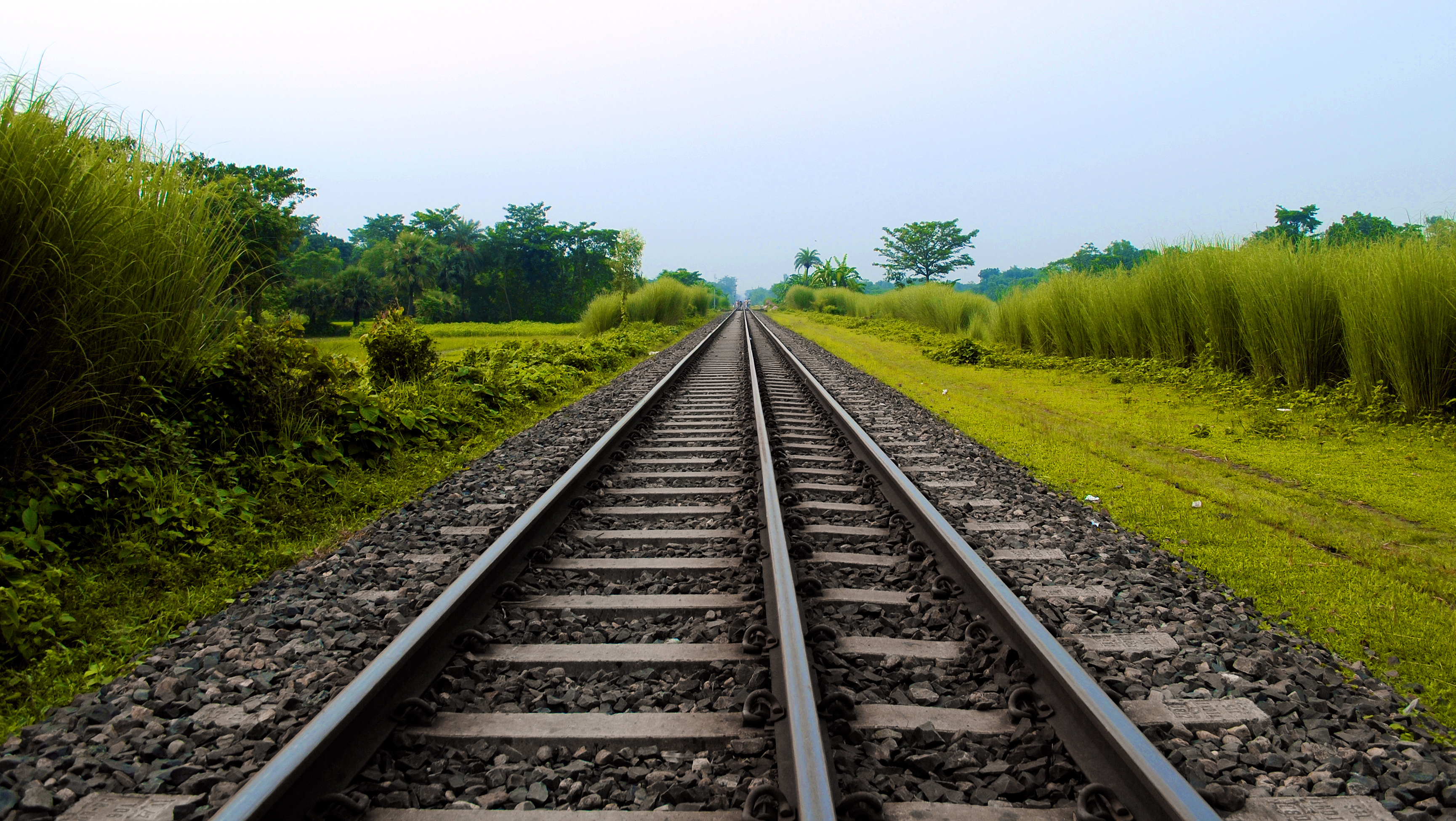
Vía de ancho mixto en Bangladés: ancho indio y ancho métrico. El carril común a ambos anchos aparece a la izquierda.

En líneas generales, con algunas excepciones, los grandes recorridos (con distancias superiores a los 200 o 300 km), en los que se concentraban importantes masas de población y en los que la duración de los tiempos de viaje tenían una importancia comercial significativa, tendieron a realizarse en vía estándar o vía ancha, lo que a su vez supuso en muchas ocasiones el enlace con el mismo ancho a destinos secundarios por motivos políticos y de racionalización de las redes ferroviarias nacionales. En otras líneas, generalmente de segundo orden, en territorios con menor actividad económica y normalmente con orografía complicada, y donde la velocidad de los trenes no se consideró un factor clave, se optó por ferrocarriles de vía estrecha (de 1000 mm o menos), cuya implantación era considerablemente más barata que la de los trenes de vía ancha.
En muchos países, la selección del ancho de vía fue pragmática, y la vía se adaptaba al tipo de material rodante importado. Si las locomotoras procedían  de otro lugar, especialmente en los primeros tiempos, la vía se construiría para adaptarse al material rodante importado. En algunos casos se adoptó el ancho estándar, aunque numerosos países o empresas eligieron un ancho diferente como su ancho nacional, ya sea por política gubernamental o como una cuestión de elección individual. El ancho de dos de las redes de vía ancha más extensas del mundo, el ancho ruso y el ancho indio, son el fruto de resoluciones administrativas apoyadas en decisiones técnicas más o menos fundadas. En Estados Unidos, tras la Guerra Civil, una vez que se consolidaron las grandes compañías del norte del país, se acabó unificando el ancho de las vías de los estados del sur en 1886. Así, 18.500 km de vías con ancho de 1520 mm se pasaron al ancho estándar en un tiempo récord.
Prueba de este hecho es la coexistencia en muchos lugares de redes de distintos anchos dentro de un mismo país, aunque la tendencia histórica en muchas naciones haya sido a unificar el ancho de sus redes.   
Sin embargo, además de las citadas circunstancias históricas, hay casos en los que la diferencia de ancho también se ha achacado tradicionalmente (aunque la verosimilitud de estos motivos no siempre está justificada) a tres tipos de causas: cuestiones técnicas derivadas de la orografía, motivos económicos y motivos estratégicos:
- Desde el punto de vista técnico, aumentar el ancho de vía, especialmente en las primeras décadas del desarrollo de las locomotoras de vapor, permitiría emplear máquinas con calderas más anchas (incrementando su potencia), o también utilizar ruedas más grandes para poder circular más deprisa (situando las calderas en medio, y no por encima de las ruedas). En el primer caso, este requisito sirvió para que en España, un país de orografía complicada, se optara por un ancho de 1668 mm (5' 5,70"), de acuerdo con los Argumentos del informe Subercase.[19] En el segundo caso, el ancho de 7 pies 1/4 plg (2140 mm) preconizado por Isambard Kingdom Brunel, permitiría a sus novedosas locomotoras alcanzar en el Great Western Railway velocidades inaccesibles a los trenes de ancho estándar de la época. Sin embargo, el vertiginoso perfeccionamiento de las máquinas de vapor en las décadas siguientes, hizo que estos argumentos perdieran el peso que inicialmente tuvieron.

En el caso de la vía estrecha, las razones técnicas se combinan con las económicas, y están relacionadas principalmente con la orografía, ya que una vía más estrecha permite un menor gasto en la construcción de los túneles. Así sucedió, por ejemplo, en España, con la nueva Ley General de Ferrocarriles de 1877, que impulsó la construcción de ferrocarriles económicos en zonas montañosas y supuso pasar de 360 a 1900 km de vía estrecha entre 1880 y 1900. Como norma general, para largos recorridos se eligió un ancho mayor para obtener una mayor rentabilidad, y en tramos más cortos y muy escarpados, donde el trazado era sinuoso y complicado, se eligió la vía estrecha, por ser más económica.
- Los motivos económicos tienen que ver con el mantenimiento de mercados cerrados, obstaculizando la entrada de productos de otros países. En la práctica, aunque el cambio de ancho suponga un inconveniente para el tráfico de mercancías por ferrocarril entre estados, la aparición de otros medios de transporte cada vez más eficaces (como el transporte por carretera) y la posibilidad de transbordar mercancías entre trenes con relativa eficacia (como en el caso de los contenedores) relegan este motivo a un papel secundario. En su momento, se convirtió en un factor disuasorio utilizado por las compañías de transporte locales en Estados Unidos para dificultar ser compradas por compañías más grandes. En la práctica, el cambio de ancho supone un freno a las importaciones, pero también a las exportaciones, por lo que, a expensas de los enormes costos que generaría modificar miles de kilómetros de vías y la renovación del material móvil, la tendencia a largo plazo por sus evidentes ventajas es unificar los anchos entre sistemas vecinos, como ya sucedió primero en Inglaterra, más adelante en casi toda Europa, también entre el norte y el sur de Estados Unidos, y poco después en Canadá.

- Los supuestos motivos defensivos responden a la creencia de que es muy difícil introducir tropas y armamento en un país con distinto ancho de vía, salvo que se transborden a trenes con ese ancho. Sin embargo, el ejército alemán estrechó 28.700 km de vías (del ancho ruso de 1520 mm al ancho estándar de 1435 mm) en su avance por la URSS entre 1941 y 1943. Si lo que se quiere es prevenir una invasión, lo mejor es instalar vías con un ancho mucho menor, que imposibilitarían el paso de trenes más grandes en túneles y puentes.[21]

Como ya se ha indicado, la vía estrecha se usó ampliamente en regiones montañosas, ya que los costos de construcción tendían a ser más bajos y hacían posible adoptar curvas más cerradas, lo que permitía a su vez ceñir el trazado al terreno reduciendo la necesidad de realizar grandes túneles y puentes, abaratando sensiblemente el costo de las obras de infraestructura, que ya de por sí eran más pequeñas (requiriéndose túneles de menor sección y viaductos capaces de resistir menores cargas, al ser los trenes más pequeños). La difusión de dos de los tipos de vía estrecha más extendidos, el ancho del Cabo (de 1067 mm) y el ancho métrico (de 1000 mm) estuvo ligado a la presencia o a la influencia financiera británica (en el primer caso) o francesa (en el segundo) en amplias zonas de África, América del Sur y del Sudeste Asiático. De hecho, el ancho métrico supuso la alternativa francesa al ancho de 3 pies 6 plg (1067 mm) extendido inicialmente por las compañías mineras inglesas. Japón y Taiwán han modernizado muchas de sus líneas de ancho del Cabo. Estos ferrocarriles, convenientemente actualizados, al igual que los existentes en Suiza y España de ancho métrico, distan mucho de los precarios sistemas que todavía funcionan en algunos lugares del centro de África.   
Trocha Decauville

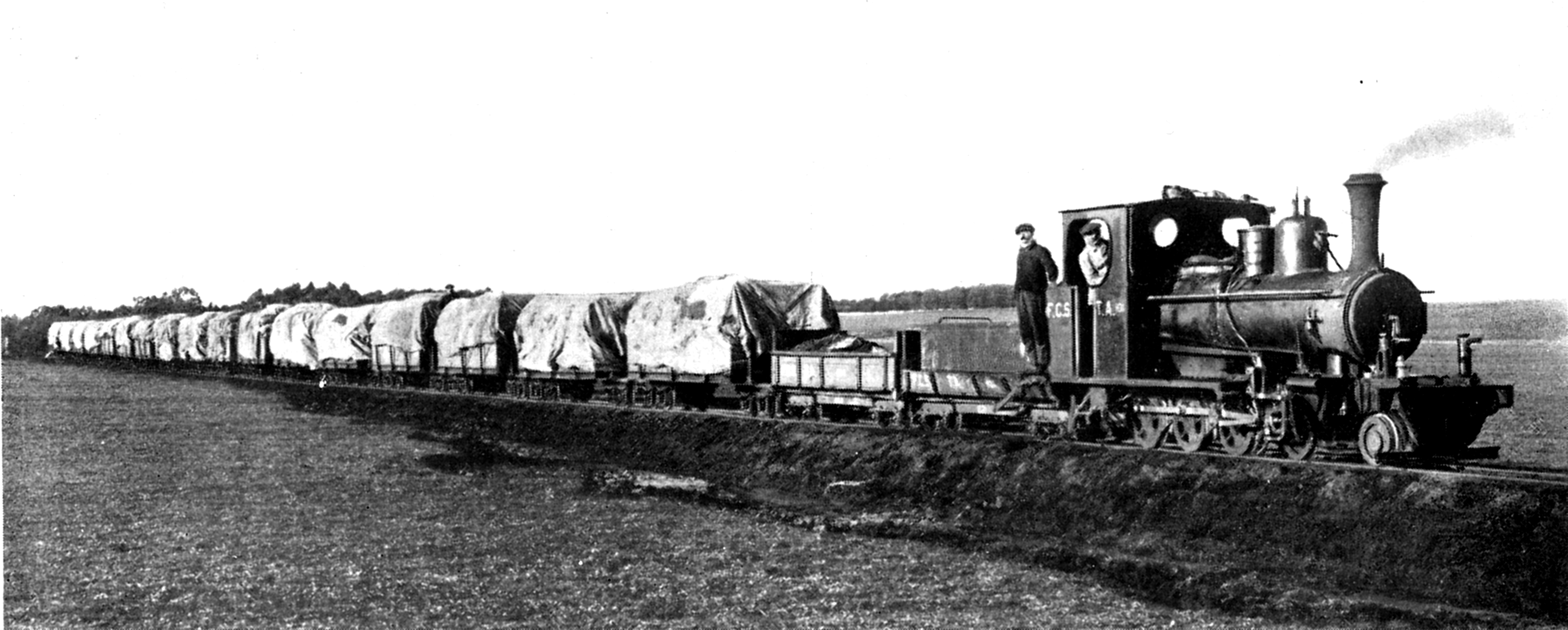
Ferrocarril Decauville en Balcarce, Argentina (hacia 1920)

Hay alguna confusión respecto a lo que debe o no denominarse "trocha Decauville". La empresa francesa Decauville, creada en 1875, fabricó tanto raíles como material ferroviario muy variado para uso industrial y de transporte en general. Uno de sus inventos más difundidos, por su facilidad de instalación, fue la vía Decauville de 600 mm de ancho, en la que los raíles estaban integrados con los durmientes en una única pieza de acero. La facilidad de su instalación popularizó su empleo en minería, industria y en la guerra. Esta vía Decauville (que no es lo mismo que la trocha correspondiente) se fabricó luego en otras medidas inferiores y superiores. La denominación "trocha Decauville", que en Francia se aplica solamente a la medida de 600 mm, en Argentina se utiliza generalmente para definir todas las trochas económicas menores al metro (1000 mm), aunque en muchas otras partes del mundo no tiene un significado definido.

### Consolidación del ancho de vía de Stephenson como ancho internacional

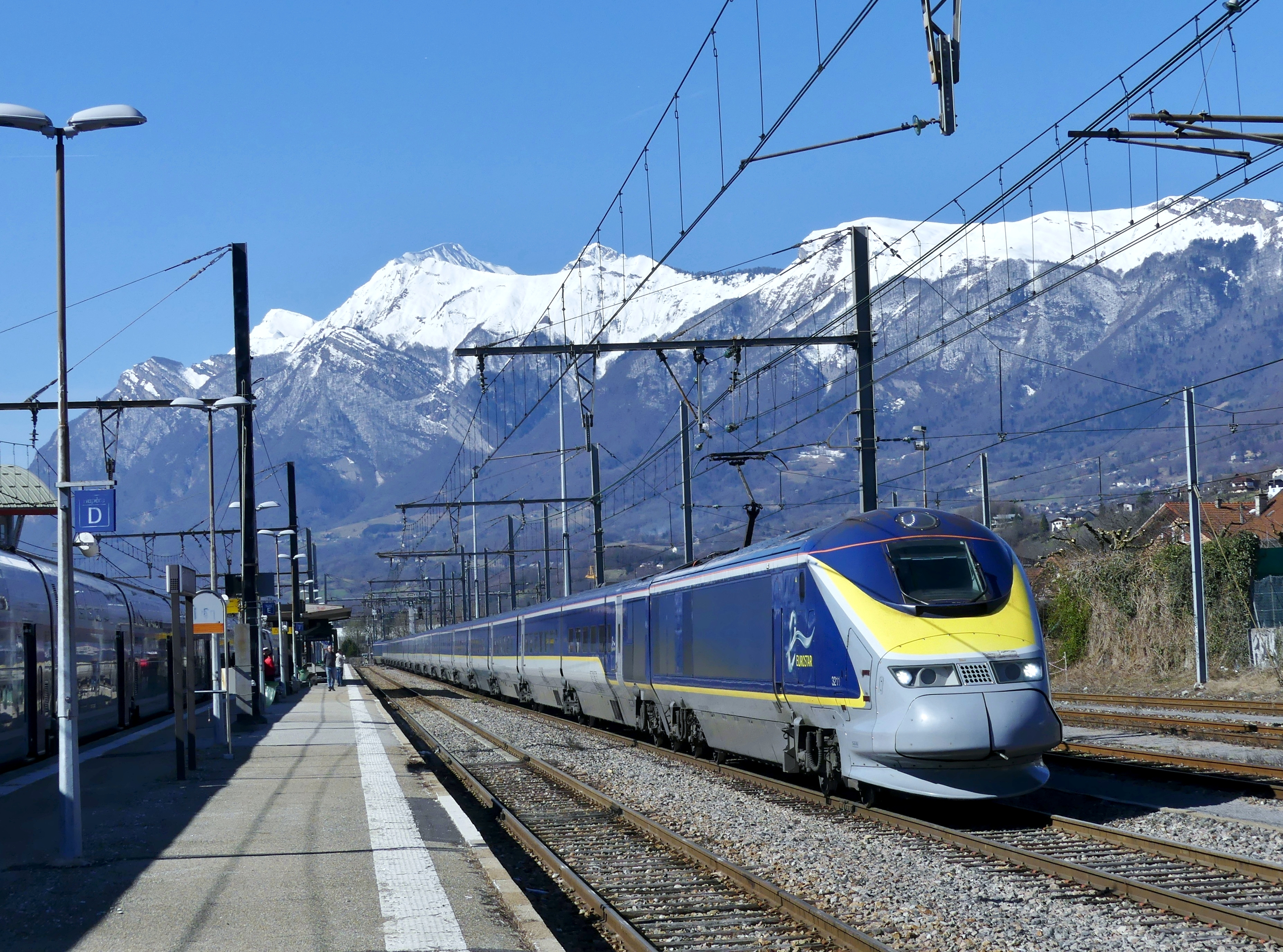
Tren Eurostar, capaz de circular por Francia e Inglaterra a través del Túnel del Canal de La Mancha

Tuvieron que pasar algunos años hasta que el ancho de Stephenson adquiriera el adjetivo de internacional. Un primer paso, ya comentado, se produjo el 18 de agosto de 1846, cuando el Parlamento Británico fijó exactamente en 4 pies y 8 1/2 pulgadas (aproximadamente 1435 mm) el ancho con el que construir las líneas en Inglaterra, Escocia y Gales, poniendo orden a la diversidad de anchos con que había crecido el ferrocarril británico tras la inauguración de la línea Liverpool-Mánchester. Con ello, el ancho de Stephenson se había convertido en el ancho nacional británico, pero fue Suiza, como país fronterizo con otros cuatro países, la nación impulsora de una conferencia internacional para normalizar el ancho de vía. Así, en 1886, en la Conferencia de Berna se dio el paso definitivo, recomendando el ancho Stephenson de 1435 mm (4' 81/2") como ancho estándar internacional.
Hoy en día, aproximadamente entre un 55 y un 60 % de las vías férreas del planeta emplean el ancho estándar, y la totalidad de las líneas de alta velocidad construidas en Europa (incluida España), China y Japón, se han realizado en ancho internacional.

## Cronología
A continuación se incluye una serie de fechas relevantes en el desarrollo de los distintos anchos de vía:
- 1825: Ancho de 4 pies 8,5 plg (1435 mm) elegido por George Stephenson
- 1827: Ancho de 5 pies (1524 mm) elegido por Horatio Allen para la Compañía del Canal y del Ferrocarril de Carolina del Sur
- 1836: Ancho de 23 1/2 plg (597 mm) elegido por Henry Archer para que el Ferrocarril de Festiniog circulase más fácilmente por terreno montañoso (el primer servicio de pasajeros de vía estrecha de Gran Bretaña comenzó en 1865) (originalmente tirado por caballos)
- 1838: Ancho de 7 pies 1/4 plg (2140 mm) elegido por Isambard Kingdom Brunel
- 1842: Ancho de 5 pies (1524 mm) elegido por George Washington Whistler para el Ferrocarril Moscú-San Petersburgo, basado en la práctica del sur de los EE. UU.
- 1844: Ancho de 1668 mm (5' 5,70") fijado en España por el Informe Subercase
- 1846: Ancho de 5 pies 3 plg (1600 mm) elegido en Irlanda como solución de compromiso
- 1853: Ancho de 5 pies 6 plg (1676 mm) elegido por James Broun-Ramsay en India siguiendo la práctica escocesa
- 1862: Ancho de 3 pies 6 plg (1067 mm) elegido por Carl Abraham Pihl para la Línea de Røros en Noruega con el fin de reducir costos
- 1865: Ancho de 3 pies 6 plg (1067 mm) elegido por Abraham Fitzgibbon para los Ferrocarriles de Queensland con el fin de reducir costos
- 1870: Ancho de 3 pies (914 mm) elegido por William Jackson Palmer para el Ferrocarril del Oeste de Denver y Río Grande, también para reducir costos (inspirado en el Ferrocarril de Festiniog)
- 1874: Ancho de 15 plg (381 mm) elegido por Arthur Heywood en el Ferrocarril de Duffield Bank
- 1875: Ancho de 400 mm (1' 3,70") utilizado en las vías Decauville
- 1877: Ancho de 2 pies (610 mm) elegido por George E. Mansfield para el Ferrocarril de Billerica y Bedford con el fin de reducir costos (inspirado en el Ferrocarril de Festiniog)
- 1880: Ancho de 1000 mm (3' 32/5") normalizado por la legislación francesa
- 1887: Ancho de 2 pies 6 plg (762 mm) elegido por Everard Calthrop para reducir costos; con diseños para una flota de material rodante normalizado

## Unidades
Los anchos se definen en unidades del sistema imperial, del sistema métrico decimal o del sistema Internacional de Unidades.
Las unidades imperiales se establecieron en el Reino Unido mediante la Ley de Pesos y Medidas de 1824. Las Unidades tradicionales de Estados Unidos para la longitud no estuvieron de acuerdo con el sistema Imperial hasta 1959, cuando se definió la yarda internacional como 0,9144 metros, es decir, 1 pie equivale a 0,3048 metros y 1 pulgada son 25,4 mm.
La lista muestra las unidades imperiales y otras que se han utilizado para las definiciones de ancho de vía:
| Unidad                     | Equivalente en el SI | Ejemplo de ancho de vía                                                                               |
| -------------------------- | -------------------- | --- |
| Pie internacional          | 304,8 mm             | |
| Antiguas medidas españolas | 278,6 mm             | 6 pies castellanos =1672 mm (5' 54/5") (2 pies castellanos = 558 mm, 1 ft 9 31⁄32 in)[cita requerida] |
| Pie portugués              | 332,8 mm             | 5 pies portugueses = 1664 mm (5' 51/2")                                                               |
| Pie sueco                  | 296,904 mm           | 3 pies suecos =891 mm (2' 11,10") 2,7 pies suecos =802 mm (2' 73/5")                                  |
| Pie prusiano (Rheinfuß)    | 313,85 mm            | 2 1⁄2 Pie prusiano =785 mm (2' 629/32")                                                               |
| Fathom austriaco           | 1520 mm              | 1⁄2 Fathom austriaco =760 mm (2' 529/32")[cita requerida]                                             |

## Anchos de vía en el mundo

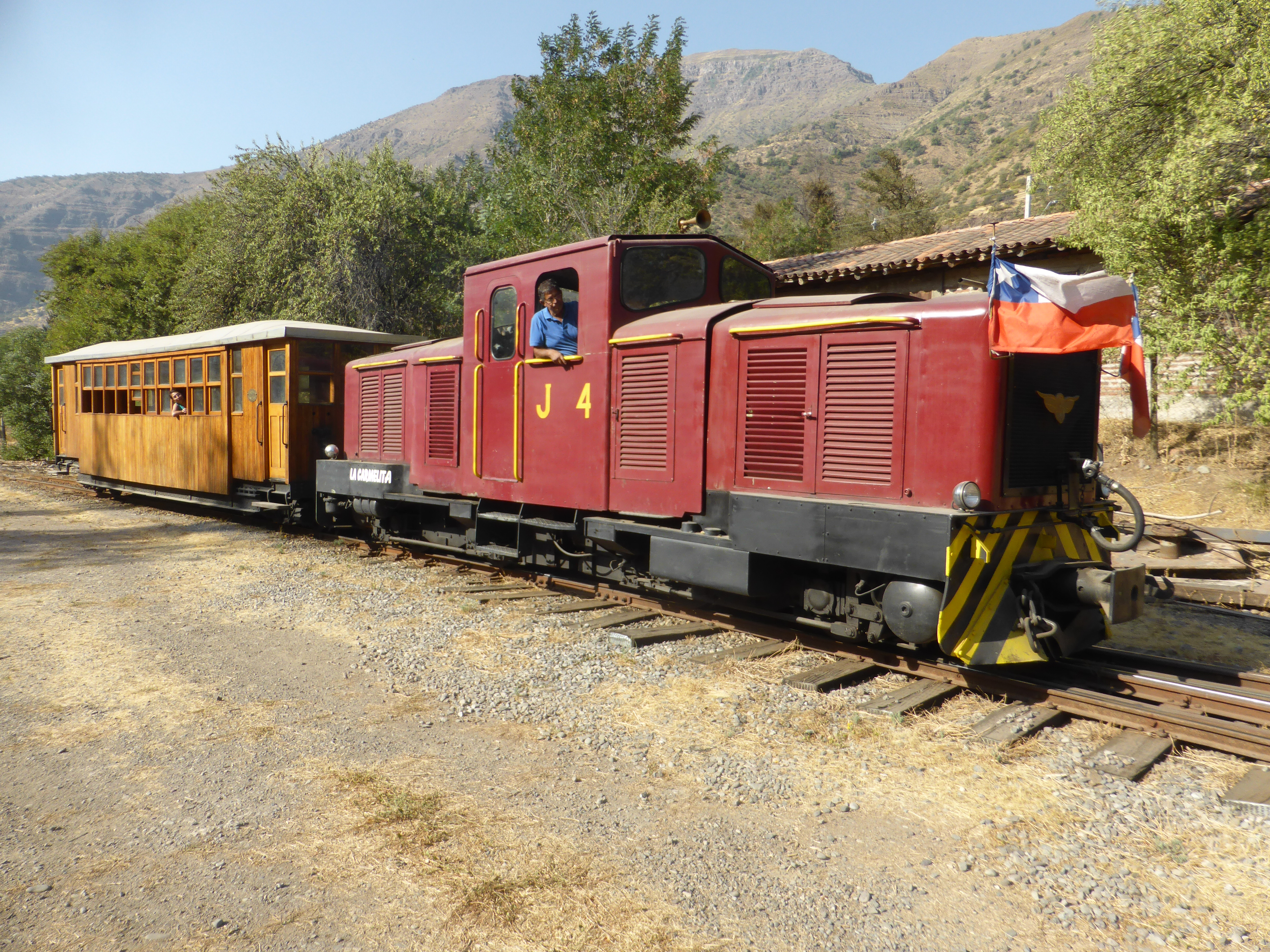
Locomotora diésel Jung, del Tren patrimonial del Cajón del Maipo, Chile. Ancho de vía de 600 mm

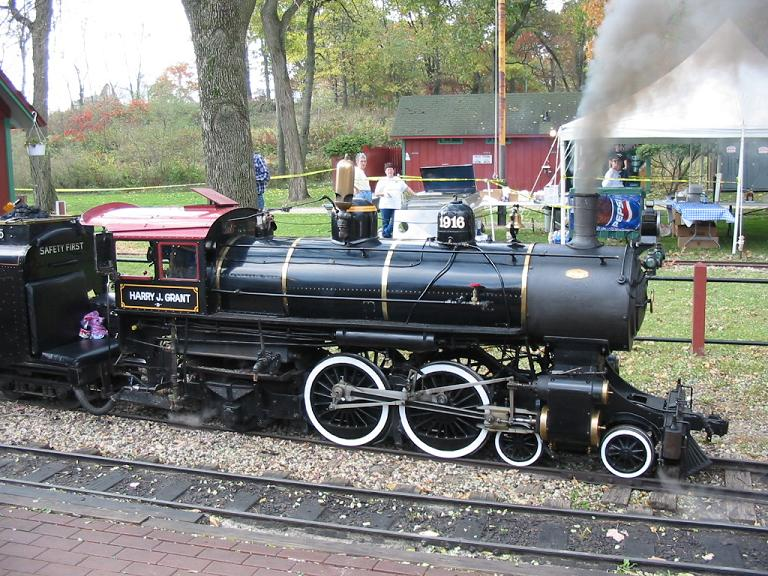
Locomotora a vapor para ancho de 15" (381 mm) en Wisconsin Dells, Wisconsin, EE. UU.

Estos son algunos ejemplos de los anchos de vía más usados en el mundo. En muchos países coexisten varios de ellos:
- 260 mm - Usado en el tren turístico Ferrocarril Económico Sud, ubicado en el predio del Ferroclub Argentino sede Remedios de Escalada,  en el Ferrocarril Piedra Baya, ubicado en Merlo, provincia de San Luis, Argentina, en el Rudyard Lake Steam Railway, ubicado en Staffordshire, Inglaterra, y en otros ferrocarriles turísticos del mundo.
- 500 mm - Usado en el turístico Ferrocarril Austral Fueguino, al oeste de Ushuaia, en el sur de Argentina.
- 600 mm - Usado en el Tren minero de Artikutza (cerrado), Museo Minero de Utrillas (Aragón), FC Turístico del Alto Llobregat, FC del Museu de les Mines de Cercs (Barcelona), FC del Museo del Ferrocarril de Asturias (Gijón) y Ecomuseo Minero de Samuño en España, en el Sistema Decauville en Portugal y Brasil, en el extinto Ferrocarril Militar de Puente Alto hasta El Volcán, Cajón del Maipo Chile , y en Argentina hasta 1960 en el Ferrocarril Económico Correntino, y en el siglo XXI en el Tren Ecológico de la Selva.
- 610 mm - Usado en Reino Unido en el Ferrocarril Camber en las islas Malvinas.
- 650 mm - Usado en HUNOSA, en España.
- 750 mm - Usado en muchos ferrocarriles industriales y de montaña, por ejemplo el Ramal Ferro Industrial Eva Perón y ramales del Ferrocarril Patagónico en Argentina (incluyendo el Ing. Jacobacci - Esquel, popularmente conocido como “La Trochita”), FC del Museo del Ferrocarril de Asturias (Gijón), ferrocarriles de montaña en Alemania,[26] España (Gerona-San Feliu de Guíxols, cerrada en 1969), Estonia, Finlandia, Grecia, Indonesia, Letonia, Lituania, Polonia, Ucrania y Suiza.
- 762 mm - Usado en Austria, Bosnia Herzegovina, Bulgaria, Eslovaquia, Hungría, India, Nepal, Polonia, República Checa, Rumania y Sri Lanka.
- 800 mm - Usado en algunos ferrocarriles de montaña a cremallera en Suiza, Escocia (Snowdon) y ferrocarriles industriales en Alemania, Polonia y Rumanía.
- 891 mm - Usado en la red Roslagsbanan Suecia.
- 914 mm (1 yarda)- Usado en la red Yukon de Canadá,[27] Colombia, red secundaria de EE. UU., El Salvador, Guatemala, Perú y España (FC de PortAventura Park, ferrocarril, Tranvía de Sóller y Ferrocarriles de Mallorca, desde 1875 hasta su ensanche a vía métrica en 1981).
- 950 mm (ancho métrico italiano) Usado en Italia: todas las líneas en Cerdeña, líneas "Ferrovia Circumetnea" (Catania), "Ferrovia Circumvesuviana" (Nápoles), y en Eritrea y Somalia.
- 1000 mm (ancho métrico) - Usado en el este de África y África Occidental, Alemania, Argentina (en la red del Ferrocarril General Belgrano y en el Tren al Desarrollo), Bolivia (excepto Tren Metropolitano de Cochabamba), Brasil, red norte y ramal Talca - Constitución en Chile, España (Tren histórico de Arganda, y Línea C-9 (Cercanías Madrid), en la línea Llobregat-Anoia de los FGC, las líneas de los Ferrocarriles de la Generalidad Valenciana, las líneas de los Euskotren, el Metro de Bilbao y Servicios Ferroviarios de Mallorca), Grecia, India, Irak, Bangladés, Portugal, Suiza, el sudeste de Asia en Myanmar, Vietnam, Camboya, Tailandia y Malasia.
- 1050 mm - Usado en el Ferrocarril del Hiyaz (Siria-Jordania-Arabia Saudí)
- 1067 mm (en inglés: Cape gauge) - Usado en Angola, Queensland y Australia Occidental, Botsuana, Ecuador, Ferrocarril Salitrero María Elena - Tocopilla en Chile, Costa Rica, Filipinas, Ghana, Honduras, Indonesia, red zairaisen en Japón, FC de Buitrón y Rio Tinto en España, Mozambique, Namibia, Nicaragua, Nigeria, Nueva Zelanda, República del Congo, República Democrática del Congo, Sudáfrica, Sudán, Sudán del Sur, Tanzania, Taiwán, Zambia, Zimbabue y Terranova (hasta septiembre de 1988, Newfoundland Railway).
- 1200 mm - Usado en el FC Rheineck - Walzenhausen (cremallera) en Suiza.
- 1219 mm - Usado en el FC de Tharsis al Puerto de Huelva España, cerrado en 1999.[28]
- 1372 mm (también denominada trocha escocesa) - Usado antiguamente en Escocia y solo por la línea Keio en Japón en la actualidad.
- 1429 mm (también se denomina ancho estándar modificado) - Usado solamente en el Metro de Washington en Estados Unidos.
- 1435 mm (también denominado ancho internacional, trocha media, ancho estándar o ancho UIC) - Usado en el norte de África, Alaska, Argentina (Ferrocarril General Urquiza, Subte de Buenos Aires, Premetro, Tren de la Costa, Metrotranvía de Mendoza , Tramway Histórico de Buenos Aires y Tranvía Histórico de Rosario), Nueva Gales del Sur y ANR Australia, Canadá, Bolivia (Tren Metropolitano de Cochabamba), Chile (Metro de Santiago en todas sus líneas), Colombia (FC del Cerrejón , Metro de Medellín , futuro Metro elevado de Bogotá, y futuro Regiotram), China, Corea del Norte, Corea del Sur, Cuba, EE. UU., en gran parte de Europa (en España, solo en líneas de alta velocidad, en las líneas L2, L3, L4, L5, L6, L7, L9, L10, L11 y L12 del Metro de Barcelona, en la línea 1 del Metro de Sevilla y en las líneas L6, L7, S1, S2, S5 Y S55 de los Ferrocarriles de la Generalidad de Cataluña), India (en sistemas de metro), Irán, Irak, Israel, Japón (Shinkansen, Metro de Osaka, Metro de Kobe, Metro de Kioto, algunas líneas del metro en Tokio, Nagoya, y Fukuoka, y varias líneas de cercanías), México, Panamá (desde 2000), Paraguay, Perú, Puerto Rico, Uruguay y Venezuela. Usado en India solamente para ferrocarriles metropolitanos.
- 1445 mm - Usado en las líneas principales del Metro de Madrid.
- 1520 mm (ancho ruso) - Usado en Eslovaquia, Mongolia, Este de Polonia, Rusia y en todos los países que formaban parte de la antigua Unión Soviética, (el ancho anterior era de 1524 mm).
- 1524 mm (ancho ruso) - Usado en Finlandia y (antes de 2000) en Panamá, ahora (1435 mm).
- 1600 mm - Usado en Victoria y Australia Meridional, Brasil e Irlanda, Gran Ducado de Baden (Alemania) (1840 - 1855).
- 1668 mm (ancho ibérico) - Usado en España (red convencional, el ancho anterior era de 1674 mm) y Portugal (el ancho anterior era de 1665 mm).
- 1672 mm - Usado en Portugal (el ancho anterior era de 1665 mm).
- 1674 mm (ancho español antiguo, igual a 6 pies castellanos) - Usado en España y en la Línea 1 del Metro de Barcelona.
- 1676 mm (trocha ancha) - Usado en Argentina (en las redes de Ferrocarril General Roca, Ferrocarril General Mitre, Ferrocarril General San Martín y Ferrocarril Sarmiento), Bangladés; en el Tren Limache-Puerto, Valparaíso y redes central y sur de Chile (EFE); India, Pakistán, Sri Lanka y en el BART, EE. UU..
- 2140 mm - El mayor ancho mundial (entre 1836 y 1892) fue el de la compañía inglesa Great Western Railway, con diseño de Brunel. El ancho original era de 2134 mm pero pronto fue ampliado a 2140 mm.

Pueden existir otros de diferente medida, pero los indicados son los más comunes.

## Distribución de los tendidos ferroviarios según los principales anchos de vía
La longitud total de los tendidos ferroviarios en el mundo es un dato en constante evolución, debido tanto a la constante construcción de nuevos tendidos como a la paulatina desaparición de líneas de escasa rentabilidad en muchos países del mundo. Así mismo, las cifras pueden variar sensiblemente si se incluyen o no redes tranviarias o de metro.

### Distribución por países
De acuerdo con los datos que figuran a continuación, aproximadamente el 55% de los ferrocarriles del mundo usan el ancho de 1435 mm (4' 81/2"):
| Ancho               | Nombre              | km (millas)               | % Mundial | Localización |
| ------------------- | ------------------- | ------------------------- | --------- | --- |
| 1000 mm (3' 32/5")  | Ancho métrico       | 95 000 km (59 030,4 mi)   | 7,2 %     | Argentina (11 000 km (6835,1 mi)), Bangladés, Birmania, Brasil (23 489 km (14 595,4 mi)), Bolivia, Camboya, norte de Chile, España (Adif —operado por Renfe Cercanías AM—, FGC, Euskotren, FGV, SFM), Laos, Malasia, Suiza (RhB, MOB, BOB, MGB), Tailandia, Vietnam, Este de África |
| 1067 mm (3' 6")     | Ancho del Cabo      | 112 000 km (69 593,7 mi)  | 8,5 %     | África Central y del Sur, Nigeria (mayoritariamente), Indonesia, Japón, Taiwán, Filipinas, Nueva Zelanda, Australia (en los estados de Australia del Sur, Australia Occidental y Queensland), Sudáfrica. |
| 1435 mm (4' 81/2")  | Ancho internacional | 720 000 km (447 388,4 mi) | 54,9 %    | Albania, Argentina, Australia, Austria, Bélgica, Bosnia y Herzegovina, Brasil (194 km (120,5 mi)), Bulgaria, Canadá, China, Croacia, Cuba, República Checa, Dinamarca, Yibuti, DR Congo (sección Kamina-Lubumbashi, en proyecto), Etiopía, Francia, Alemania, Gran Bretaña (Reino Unido), Grecia, Hungría, India (solo usado en los sistemas de metro), Indonesia (Provincia de Aceh y Célebes), Italia, Israel, Liechtenstein, Lituania (Rail Baltica), Luxemburgo, Macedonia del Norte, México, Montenegro, Países Bajos, Corea del Norte, Noruega, Panamá, Perú, Filipinas, Polonia, Rumanía, Serbia, Eslovaquia, Eslovenia, Corea del Sur, España (Renfe AVE, Renfe Alvia y FGC), Suecia, Suiza, Turquía, Estados Unidos, Uruguay, Venezuela, otras líneas de compañías privadas y las líneas de alta velocidad del JR en Japón. Líneas de alta velocidad en Taiwán. Sistema de transporte Gautrain en Sudáfrica. |
| 1520 mm (4' 114/5") | Ancho ruso          | 220 000 km (136 702 mi)   | 16,8 %    | Armenia, Azerbaiyán, Bielorrusia, Finlandia, Estonia, Georgia, Kazajistán, Kirguistán, Letonia, Lituania, Moldavia, Mongolia, Rusia, Tayikistán, Turkmenistán, Ucrania, Uzbekistán. (algunos contiguos con vías de 1524 mm (5')) |
| 1524 mm (5')        | Ancho finlandés     | 5865 km (3644,4 mi)       | 0,4 %     | Finlandia (generalmente compatible con el ancho de 1520 mm (4' 114/5")) |
| 1600 mm (5' 3")     | Ancho irlandés      | 9800 km (6089,5 mi)       | 0,7 %     | Irlanda, Irlanda del Norte (Reino Unido) (1800 km (1118,5 mi)), Australia (en los estados de Victoria y Australia del Sur) (4017 km (2496,1 mi)), Brasil (4057 km (2520,9 mi)) |
| 1668 mm (5' 5,70")  | Ancho ibérico       | 15 394 km (9565,4 mi)     | 1,2 %     | Portugal y España. Conocido como ancho ibérico. En España, el Adif gestionaba 11 683 km (7259,5 mi) de este ancho y 22 km (13,7 mi) de ancho mixto a finales de 2010. La portuguesa Rede Ferroviária Nacional (REFER) gestionaba 2650 km (1646,6 mi) de este ancho de vía en la misma fecha. |
| 1676 mm (5' 6")     | Ancho indio         | 134 008 km (83 268,9 mi)  | 10,2 %    | India, Pakistán, Bangladés, Sri Lanka, Argentina, Chile, BART en Estados Unidos Área de la Bahía de San Francisco |

### Distribución por zonas geográficas
Como orden de magnitud, se puede considerar que a final del siglo XX (1986) existían en todo el mundo del orden de 1,25 millones de kilómetros de líneas ferroviarias, con la distribución siguiente:
| LONGITUD DE LAS LÍNEAS FERROVIARIAS POR ANCHO DE VÍA (km) | LONGITUD DE LAS LÍNEAS FERROVIARIAS POR ANCHO DE VÍA (km) | LONGITUD DE LAS LÍNEAS FERROVIARIAS POR ANCHO DE VÍA (km) | LONGITUD DE LAS LÍNEAS FERROVIARIAS POR ANCHO DE VÍA (km) | LONGITUD DE LAS LÍNEAS FERROVIARIAS POR ANCHO DE VÍA (km) | LONGITUD DE LAS LÍNEAS FERROVIARIAS POR ANCHO DE VÍA (km) |
| Ancho de vía (mm)                                         | VÍA ANCHA                                                 | VÍA ANCHA                                                 | VÍA ESTÁNDAR                                              | VÍA ESTRECHA                                              | VÍA ESTRECHA                                              |
| Ancho de vía (mm)                                         | Anchas                                                    | Anchas                                                    | Estándar                                                  | Métrica                                                   | Otras                                                     |
| --------------------------------------------------------- | --------------------------------------------------------- | --------------------------------------------------------- | --------------------------------------------------------- | --------------------------------------------------------- | --------------------------------------------------------- |
| Ancho de vía (mm)                                         | 1676-1668                                                 | 1600-1524                                                 | 1445-1432                                                 | 1067-1000                                                 | 914-610                                                   |
| África                                                    | --                                                        | --                                                        | 11.688                                                    | 68.872                                                    | 2.042                                                     |
| América Central                                           | --                                                        | 76                                                        | 23.866                                                    | 2.735                                                     | 3.736                                                     |
| América del Norte                                         | 115                                                       | 64                                                        | 386.689                                                   | 1.151                                                     | 523                                                       |
| América del Sur                                           | 25.415                                                    | 4.974                                                     | 9.199                                                     | 48.165                                                    | 3.894                                                     |
| Asia Occidental                                           | --                                                        | 92                                                        | 17.396                                                    | 2.160                                                     | --                                                        |
| Asia Oriental                                             | 41.824                                                    | 1425                                                      | 63.473                                                    | 71.394                                                    | 7.179                                                     |
| Europa (*)                                                | 15.888                                                    | 148.111                                                   | 229.012                                                   | 8.508                                                     | 6.353                                                     |
| Oceanía                                                   | --                                                        | 9.619                                                     | 15.512                                                    | 21.179                                                    | 657                                                       |
| Longitudes totales                                        | 83.242                                                    | 164.361                                                   | 756.835                                                   | 224.164                                                   | 24.384                                                    |
| Longitudes totales                                        | 247.603                                                   | 247.603                                                   | 756.835                                                   | 248.548                                                   | 248.548                                                   |
| Longitudes totales                                        | 1.252.986                                                 |                                                           |                                                           |                                                           |                                                           |
| Porcentajes                                               | 20%                                                       | 20%                                                       | 60%                                                       | 20%                                                       | 20%                                                       |

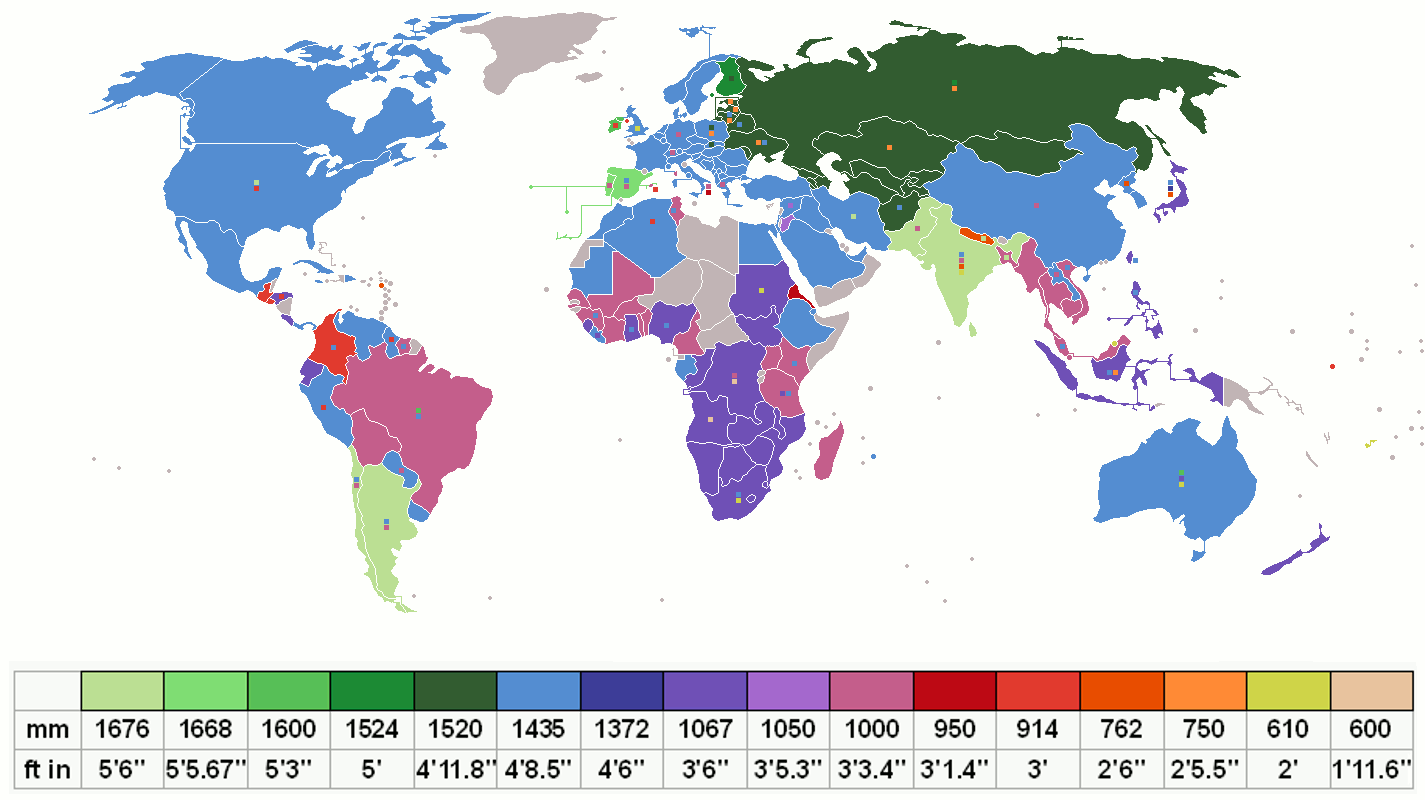
Distribución de tipos de vías por países

(*) Se considera Rusia incluida en su totalidad. Fuente: K. Henderson (1986)

### Distribución total por tipos de ancho
Totales estimados para cada tipo de ancho:
| Ancho        | Longitud (km) | Porcentaje |
| ------------ | ------------- | ---------- |
| Vía estrecha | 207.000       | 15,8 %     |
| Vía estándar | 720.000       | 54,9 %     |
| Vía ancha    | 385.067       | 29,3 %     |